# عمارت کاظمی

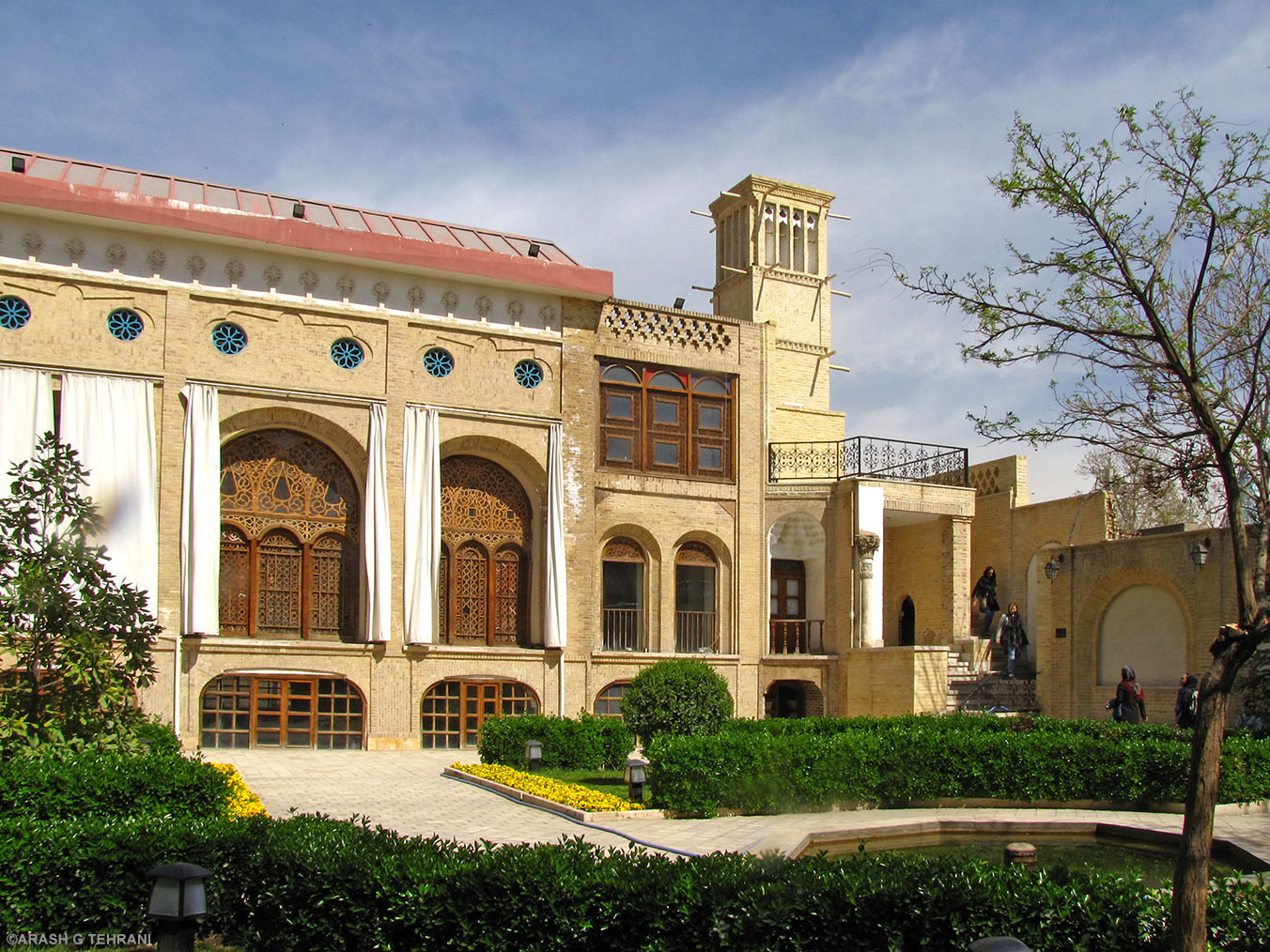
عمارت کاظمی - تهران

عمارت کاظمی مربوط به دوره قاجار است و در تهران، محله امامزاده یحیی، کوچه امامزاده یحیی و در بن بست طهماسبی واقع شده و این اثر در تاریخ ۳ بهمن ۱۳۷۹ با شمارهٔ ثبت ۳۰۳۰ به‌عنوان یکی از آثار ملی ایران به ثبت رسیده‌است. این عمارت پس از بازسازی و مرمت، با عنوان «خانه موزه تهران قدیم» نامگذاری شد که شامل یک موزه مردم‌شناسی برای گردشگران داخلی و خارجی است.

## سرقت کامل از موزه
در ۱۱ تیر ۱۳۹۹، خبرگزاری ایسنا از «سرقت کامل» موزه خبر داد. به گفته این خبرگزاری، سارق در روز ۱۹ خرداد چند ساعتی خود را در این بنای تاریخی پنهان کرده و نیمه‌شب با خالی کردن ویترین‌هایی که آثار ارزشمندی داشته‌اند، آن‌ها را تا قبل از بامداد از موزه خارج کرده‌است. ارزش این آثار «حدود سه میلیارد تومان» ذکر شده‌است.